# Schisandra repanda
Schisandra repanda är en tvåhjärtbladig växtart som först beskrevs av Philipp Franz von Siebold och Zucc., och fick sitt nu gällande namn av Ludwig Radlkofer. Schisandra repanda ingår i släktet Schisandra och familjen Schisandraceae. Inga underarter finns listade.

## Bildgalleri

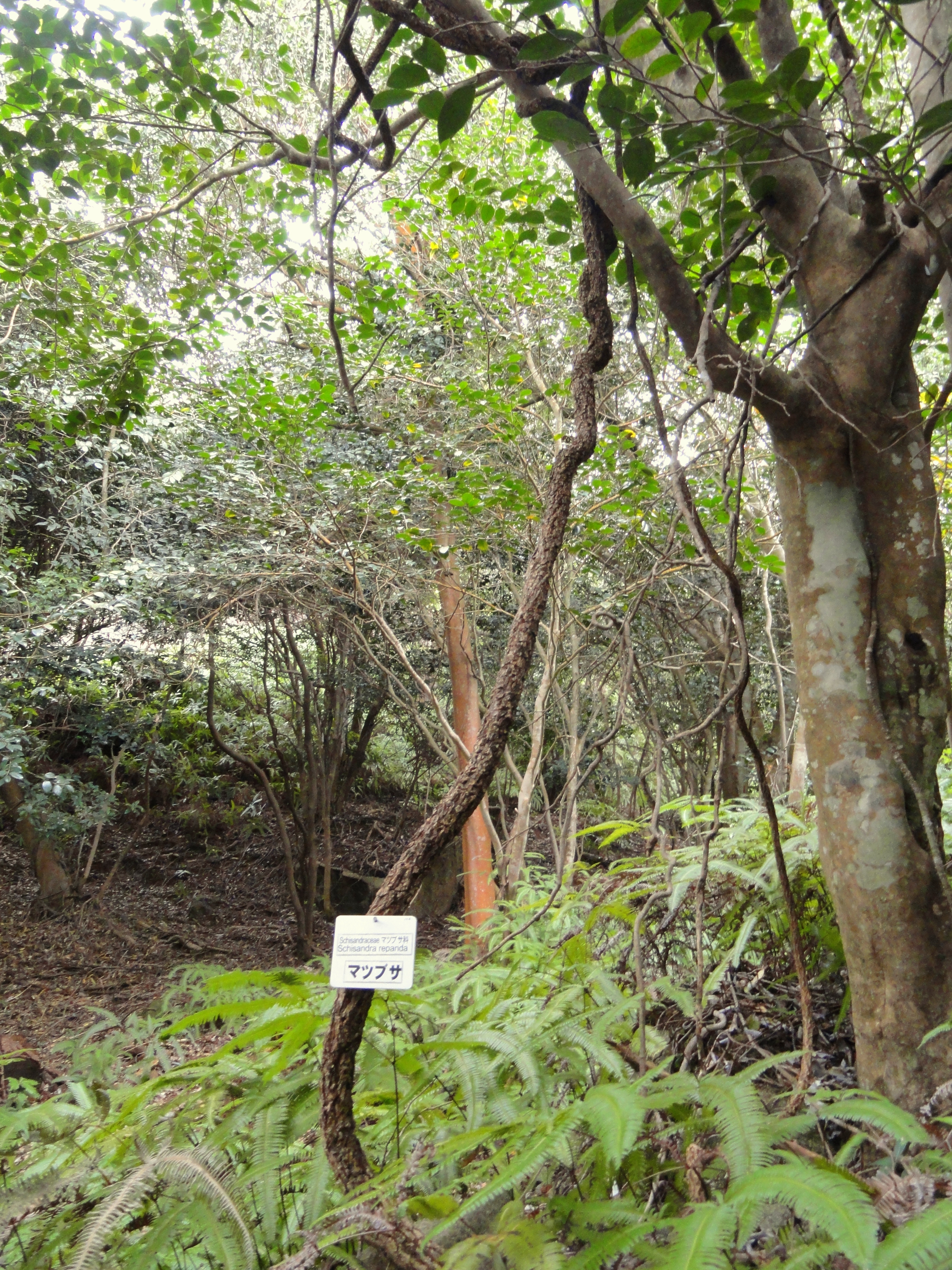
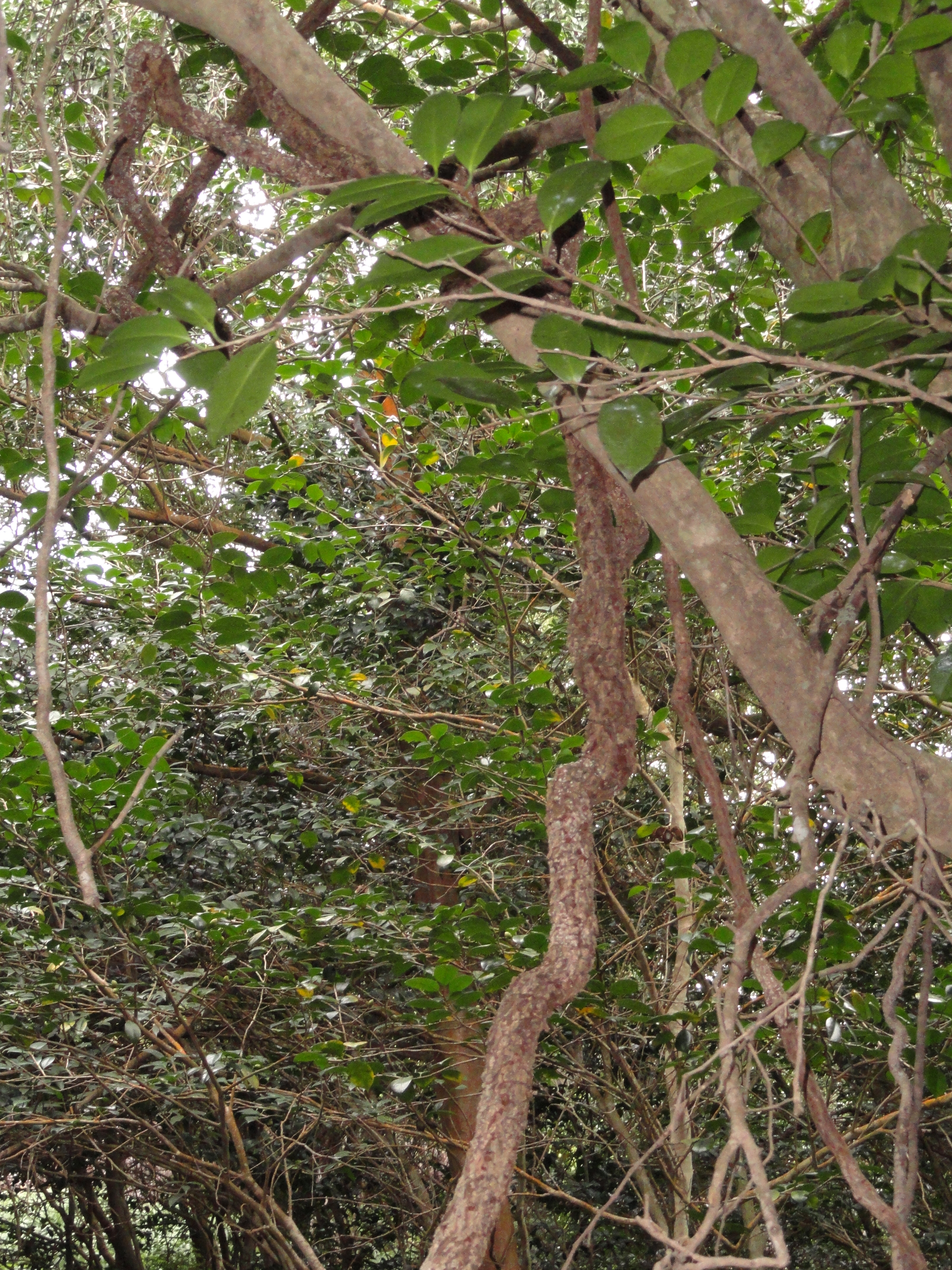